# レオ・バーク
レオ・バーク（Leo Burke、本名：Leonce Cormier、1948年6月29日 - 2024年7月24日）は、カナダのプロレスラー。ニューブランズウィック州ドーチェスター出身。
ラフファイトにも強い技巧派レスラーとして、地元のカナダではベビーフェイス、アメリカやプエルトリコでは主にヒールのポジションで活動。引退後はWWEやWCWで若手選手のトレーナーも務めた。
兄のザ・ビーストとルディ・ケイ、弟のテリー・マーチン（ボビー・ケイ）もプロレスラーとして活動していた。

## 来歴
兄達の後を追って1966年にプロレスラーとしてデビュー。アメリカ中西部のNWAセントラル・ステーツ地区ではトミー・マーチン（Tommy Martin）のリングネームで活動し、1968年10月4日にブルドッグ・ボブ・ブラウンを破りセントラル・ステーツ・ヘビー王座を獲得、同月31日には弟のテリー・マーチンと組んでブラウン&ボブ・ガイゲルから同地区版の北米タッグ王座も奪取した。
1970年代からは、地元のニューブランズウィックやノバスコシアなどカナダ大西洋岸のマリタイム地区を本拠地とするイースタン・スポーツ・アソシエーションに定着。パット・オコーナー、キラー・カール・クラップ、ザ・ストンパー、ハーリー・レイス、グレート・クマ、ボロ・モンゴル、ザ・ブルート、フレンチ・マーチンらを相手にフラッグシップ・タイトルのESA北米ヘビー級王座を争い、1971年から1977年にかけて同王座を再三獲得した。
その間、ザ・ファンクスが運営していたテキサス州アマリロのNWAウエスタン・ステーツ・スポーツにも兄のザ・ビーストとのコンビで参戦、1974年1月10日にドン・ファーゴ&ハンク・ジェームス、1976年2月20日にリッキー・ロメロ&シルバー・ストリークを破り、同地区認定のタッグ王座を獲得している。また、1970年代はドリー・ファンク・ジュニア、ハーリー・レイス、ジャック・ブリスコ、テリー・ファンクなど歴代のNWA世界ヘビー級王者にも挑戦。1976年11月にはNWAルートで全日本プロレスに初来日している。
1977年より、スチュ・ハートの主宰するカルガリーのスタンピード・レスリングに進出。1979年1月には当時カルガリーと提携していた国際プロレスに、ジ・アトミック（The Atomic）なる覆面レスラーに変身して来日。1月8日に大分県立荷揚町体育館にて、マリタイム地区での宿敵でもあったアレックス・スミルノフと組んでグレート草津&アニマル浜口のIWA世界タッグ王座に挑戦し、シリーズ最終戦の茨城県勝田市大会では、ラッシャー木村とシングルマッチで対戦した。
カルガリーのフラッグシップ・タイトルであるスタンピード北米ヘビー級王座には、1978年から1983年にかけて、ドン・ガニア、ミシェル・マーテル、ミスター・セキガワ、デビッド・シュルツ、ブレット・ハートらを破り、通算8回に渡って戴冠。ブレット・ハートとはタッグも組んでおり、1982年11月19日にダイナマイト・キッド&デューク・マイヤースからカルガリー版のインターナショナル・タッグ王座を奪取している。
1983年下期からはイースタン・スポーツ・アソシエーションの後継団体であるマリタイム地区のアトランティック・グランプリ・レスリングにて活動、同年9月8日にザ・スポイラーを下し、同地区認定のUSヘビー級王座の最後のチャンピオンとなっている。1984年7月には、当時同地区との外国人選手招聘ルートを持っていたUWFに来日、7月23日と24日に後楽園ホールで行われた『UWF無限大記念日』に出場した。
以降もマリタイム地区を主戦場とする一方、1986年はジム・クロケット・ジュニア主宰のNWAミッドアトランティック地区に単発出場して、ロニー・ガービン、ワフー・マクダニエル、マニー・フェルナンデス、ヘクター・ゲレロらと対戦。海外にも精力的に遠征し、1988年7月と1989年1月には全日本プロレスに再来日している。プエルトリコのWWCでは1989年12月17日にカルロス・コロンからユニバーサル・ヘビー級王座を奪取し、1990年3月24日にもコロンを破ってTV王座を獲得。両王座を巡り、TNTとも抗争を展開した。
1992年の現役引退後は、旧友ブレット・ハートの招きでカルガリーにてWWFのトレーナーを担当、ケン・シャムロック、マーク・ヘンリー、アンドリュー・マーチンらを指導した。
2002年1月に敗血症のために入院し、2006年11月より人工関節への両膝の交換手術を受けた。その後はコーヒーとサンドイッチの移動店舗を経営していた。2013年1月18日には、ハート・ファミリーの主宰するHLW（Hart Legacy Wrestling）の旗揚げ興行に姿を見せた。
2024年7月24日、76歳で死去。

## 得意技
- スリーパーホールド
- ブロックバスター

## 獲得タイトル
セントラル・ステーツ・レスリング
- NWAセントラル・ステーツ・ヘビー王座：2回[5]
- NWA北米タッグ王座（セントラル・ステーツ版）：1回（w / テリー・マーチン）[6]

イースタン・スポーツ・アソシエーション
- ESA北米ヘビー級王座：9回[7]
- ESAマリタイム・ヘビー級王座：1回
- ESAマリタイム・タッグ王座：1回（w / ヒューバート・ギャラン）[23]
- ESAインターナショナル・タッグ王座：2回（w / ボビー・ケイ、ザ・ビースト）
- ESAテープド・フィスト王座：3回

スタンピード・レスリング
- スタンピード北米ヘビー級王座：8回[11]
- インターナショナル・タッグ王座：6回（w / キース・ハート×2、ボビー・バーク×2、ブレット・ハート、ロン・リッチー）[12]

アトランティック・グランプリ・レスリング
- AGPW USヘビー級王座：3回[13]
- AGPW北米タッグ王座：6回（w / キューバン・アサシン×2、ヒューバート・ギャラン、ボビー・ケイ、ステファン・ペティパス×2）[24]

ワールド・レスリング・カウンシル
- WWCカリビアン・ヘビー級王座：1回
- WWCカリビアン・タッグ王座：1回（w / チッキー・スター）
- WWCユニバーサル・ヘビー級王座：1回[17]
- WWC TV王座：1回[18]

オールスター・プロレスリング
- NWA英連邦ヘビー級王座：1回[25]

NWAウエスタン・ステーツ・スポーツ
- NWAウエスタン・ステーツ・タッグ王座：2回（w / ザ・ビースト）[8]

## 指導選手
- ケン・シャムロック
- マーク・ヘンリー
- クルガン
- テスト
- エッジ
- クリスチャン
- テディ・ハート